# Ministrowie spraw ekonomicznych Wielkiej Brytanii
Minister spraw ekonomicznych (en. Secretary of State for Economic Affairs) odpowiadał w brytyjskim rządzie za sprawy związane z gospodarką. Powstał w 1964 r. i przejął część uprawnień Skarbu Jej Królewskiej Mości. Urząd przetrwał do 1969 r. Jego kompetencje powróciły następnie do Skarbu.

## Lista ministrów spraw ekonomicznych
| Minister        | Czas urzędowania                        |
| --------------- | --------------------------------------- |
| George Brown    | 16 października 1964 – 11 sierpnia 1966 |
| Michael Stewart | 11 sierpnia 1966 – 29 sierpnia 1967     |
| Peter Shore     | 29 sierpnia 1967 – 6 października 1969  |